# Pseudocorus usambaricus
Pseudocorus usambaricus là một loài bọ cánh cứng trong họ Cerambycidae.